# Perithous septemcinctorius
Perithous septemcinctorius är en stekelart som först beskrevs av Carl Peter Thunberg 1822.  I den svenska databasen Dyntaxa används istället namnet Hybomischos septemcinctorius. Enligt Catalogue of Life ingår Perithous septemcinctorius i släktet Perithous och familjen brokparasitsteklar, men enligt Dyntaxa är tillhörigheten istället släktet Hybomischos och familjen brokparasitsteklar. Enligt den finländska rödlistan är arten sårbar i Finland. Arten är reproducerande i Sverige. Artens livsmiljö är skogar. Inga underarter finns listade i Catalogue of Life.